# Paradoxdvärgmal
Paradoxdvärgmal (Stigmella paradoxa) är en fjärilsart som först beskrevs av Heinrich Frey 1858.  Paradoxdvärgmal ingår i släktet Stigmella, och familjen dvärgmalar. Arten är reproducerande i Sverige.